# 聖剣なんていらない
「聖剣なんていらない」（せいけんなんていらない）は、榊原ゆいの32作目のシングル。2014年5月14日にメディアファクトリーよりリリースされた。

## 概要
- 表題作である「聖剣なんていらない」は、テレビアニメ『星刻の竜騎士』のオープニングテーマである。
- 榊原は2015年5月3日に行われたライブ「Gachi★LOVE×Live2015」にてこの曲を披露する際、「キーが高いけど、何回聞いても聞きたくなる。これは上松さんの魔法。」とコメントしている[3]。
- 表題曲のPVは本人の9枚目アルバム『Amazing』初回限定盤に収録。

## 収録曲
1. 聖剣なんていらない [4:05]
作詞・作曲：上松範康（Elements Garden）、編曲：喜多智弘（Elements Garden）
TVアニメ『星刻の竜騎士』OPテーマ
2. シュトルーフェ [5:05]
作詞・作曲：榊原ゆい、編曲：喜多智弘（Elements Garden）、歌：ナヴィー（榊原ゆい）
TVアニメ『星刻の竜騎士』キャラクターソング
3. 聖剣なんていらない（off vocal） [4:05]
4. シュトルーフェ（off vocal） [5:02]